# Kanton Rochefort-sur-Nenon
Kanton Rochefort-sur-Nenon (francouzsky Canton de Rochefort-sur-Nenon) je francouzský kanton v departementu Jura v regionu Franche-Comté. Tvoří ho 24 obcí.

## Obce kantonu
- Amange
- Archelange
- Audelange
- Authume
- Baverans
- Brevans
- Châtenois
- Éclans-Nenon
- Falletans
- Gredisans
- Jouhe
- Lavangeot
- Lavans-lès-Dole
- Menotey
- Rainans
- Rochefort-sur-Nenon
- Romange
- Vriange